# Agrochola blidaensis
Agrochola blidaensis är en fjärilsart som beskrevs av Stertz 1915. Agrochola blidaensis ingår i släktet Agrochola och familjen nattflyn. Inga underarter finns listade i Catalogue of Life.